# Kanton Meilhan-sur-Garonne
Kanton Meilhan-sur-Garonne (francouzsky Canton de Meilhan-sur-Garonne) je francouzský kanton v departementu Lot-et-Garonne v regionu Akvitánie. Tvoří ho osm obcí.

## Obce kantonu
- Cocumont
- Couthures-sur-Garonne
- Gaujac
- Jusix
- Marcellus
- Meilhan-sur-Garonne
- Montpouillan
- Saint-Sauveur-de-Meilhan